# 再力花
再力花（學名：Thalia dealbata，Hardy canna，Powdery alligator-flag）為竹芋科水竹芋屬下的一個種。原產於美國南部和中部及墨西哥的一種水生植物。在溫哥華這樣的北方地區也可以生存。另有資料顯示，再力花與其他同屬植物相比分布比較偏北。它是竹芋科中唯一分布於北美洲的種類，它的原產地不是熱帶，但是在熱帶與溫帶的花園中都能生長，所以美國不少地方的公園水池中都會栽種。冬天的時候，它在水中的根莖不會凍死可以度過溫帶的冬天。
再力花高約6英尺（1.8），開紫羅蘭色小花，圓錐花序，長8英寸（20）。葉子為披針形、呈藍綠色、邊緣為紫色。

## 圖片

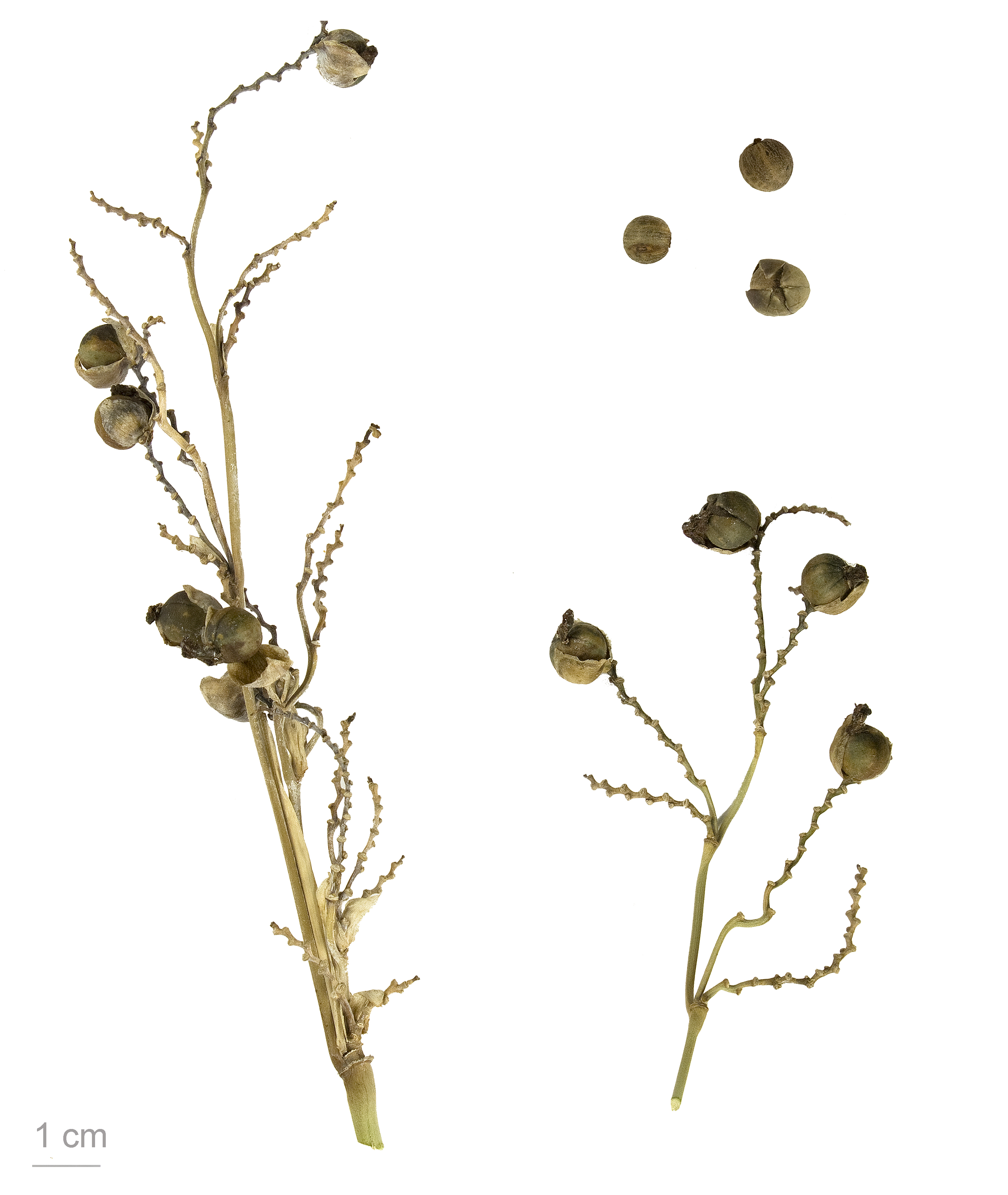
再力花的果實
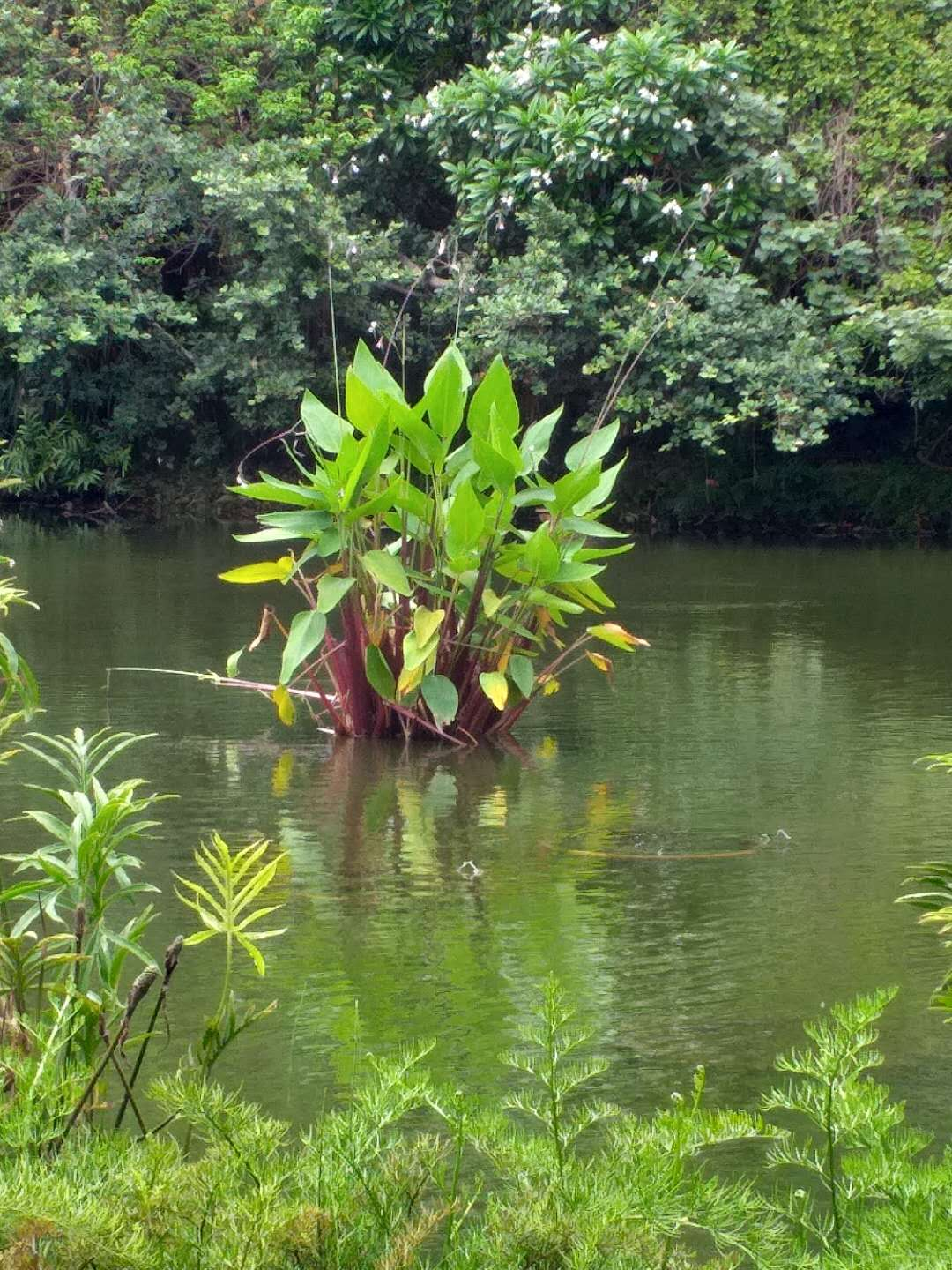
植株，台灣。
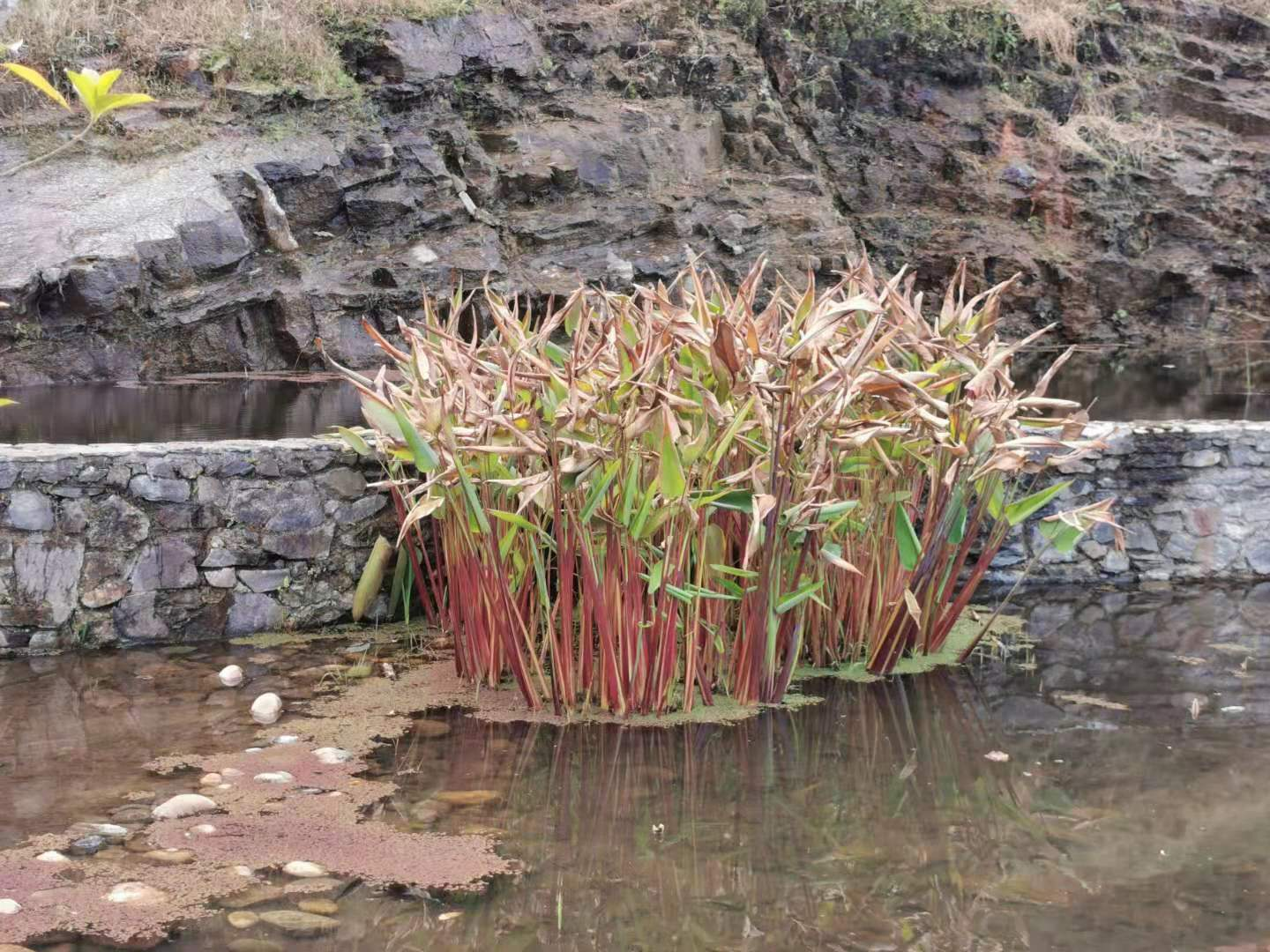
植株，冬天。雲南。

## 引文出處
1. ↑  .   [2014-06-10]. （原始内容存档于2020-03-15）.
2. ↑  Fraser, John. 1794. Icon. Thalia dealbata t. 1, Thalia dealbata (the publication apparently lost but the illustrations still surviving at the British Museum in London fide Tropicos)
3. ↑  .   [2014-06-10]. （原始内容存档于2020-02-18）.
4. ↑  .   [2014-06-10]. （原始内容存档于2015-09-24）.
5. ↑  . 中國園林網.   [2014-06-10]. （原始内容存档于2016-03-04）.
6. ↑  .   [2014-06-10]. （原始内容存档于2014-07-14）.
7. ↑  .   [2014-06-10]. （原始内容存档于2016-03-04）.
8. ↑  .   [2014-06-10]. （原始内容存档于2013-05-05）.
9. ↑  .   [2014-06-10]. （原始内容存档于2020-10-24）.
10. ↑  . 科博館. 2008-09-03  [2019-07-21]. （原始内容存档于2019-07-21）.
11. ↑  Evans, Erv. . North Carolina State University.   [15 May 2010]. （原始内容存档于2010年7月19日）.
12. ↑  .   [2014-06-10]. （原始内容存档于2013-09-22）.